# آزادسازی
آزادسازی (انگلیسی: Liberalization) یا اصطلاح گسترده‌ای است که به تمرین کم‌رنگ‌تر کردن قوانین، سیستم‌ها یا نظرات، معمولاً به معنای حذف برخی مقررات یا محدودیت‌های دولتی اشاره دارد. این اصطلاح اغلب در رابطه با اقتصاد استفاده می‌شود، جایی که به آزادسازی اقتصادی، حذف یا کاهش محدودیت‌های اعمال شده بر (یک حوزه خاص) فعالیت اقتصادی اشاره دارد. با این حال، آزادسازی همچنین می‌تواند به عنوان مترادف برای جرم‌زدایی یا قانونی‌سازی (عمل قانونی کردن چیزی پس از غیرقانونی بودن آن) به‌عنوان مثال در هنگام توصیف آزادسازی مواد مخدر استفاده شود.

## در اقتصاد و تجارت
آزادسازی اقتصادی به کاهش یا حذف مقررات یا محدودیت‌های دولتی در تجارت و تجارت خصوصی اشاره دارد. معمولاً توسط طرفداران بازار آزاد و تجارت آزاد که ایدئولوژی آنها لیبرالیسم اقتصادی نیز نامیده می‌شود، ترویج می‌شود. آزادسازی اقتصادی همچنین اغلب شامل کاهش مالیات، تأمین اجتماعی و مزایای بیکاری است.
آزادسازی اقتصادی اغلب با خصوصی‌سازی همراه است، که فرایند انتقال مالکیت یا برون سپاری یک تجارت، بنگاه اقتصادی، آژانس، خدمات عمومی یا دارایی عمومی از بخش دولتی به بخش خصوصی است. برای مثال، اتحادیه اروپا بازارهای گاز و برق را آزاد کرده و یک سیستم رقابتی ایجاد کرده‌است. برخی از شرکت‌های انرژی اروپایی پیشرو مانند الکتریسیته دو فرانس فرانسه و واتنفال سوئد تا حدی یا به‌طور کامل در مالکیت دولت باقی مانده‌اند. خدمات عمومی آزاد شده و خصوصی شده ممکن است تحت سلطه شرکت‌های بزرگ، به ویژه در بخش‌هایی با هزینه‌های سرمایه، آب، گاز یا برق بالا باشد. در برخی موارد ممکن است حداقل برای برخی از بخش‌های بازار مانند مصرف‌کنندگان، انحصار قانونی باقی بمانند. آزادسازی، خصوصی‌سازی و تثبیت استراتژی سه‌گانه اجماع واشینگتن برای اقتصادهای در حال گذار است.
کنفرانس برتون وودز در سال ۱۹۴۴ که تأسیس صندوق بین‌المللی پول (IMF) و بانک جهانی را توصیه کرد، همچنین تأسیس یک سازمان تجارت بین‌المللی (ITO) را توصیه کرده بود. اگرچه صندوق بین‌المللی پول و بانک جهانی در سال ۱۹۴۶ تأسیس شدند، اما پیشنهاد ITO محقق نشد. در عوض، موافقت نامه عمومی تعرفه و تجارت (GATT) که نهادی کمتر جاه طلبانه بود، در سال ۱۹۴۸ شکل گرفت. هدف اصلی گات گسترش تجارت بین‌المللی از طریق آزادسازی تجارت به‌منظور ایجاد رونق اقتصادی همه‌جانبه است. گات در سال ۱۹۴۷ امضا شد، در سال ۱۹۴۸ اجرایی شد و تا سال ۱۹۹۴ ادامه داشت. در سال ۱۹۹۵ توسط سازمان تجارت جهانی جایگزین شد. متن اصلی گات (GATT 1947) هنوز تحت چارچوب WTO قابل اجرا است؛ بنابراین آزادسازی متولد شد.
همچنین مفهوم آزادسازی ترکیبی وجود دارد. به عنوان مثال، در غنا، محصولات کاکائو را می‌توان به شرکت‌های خصوصی رقیب فروخت، اما حداقل قیمتی وجود دارد که می‌توان آن را فروخت و تمام صادرات توسط دولت کنترل می‌شود. اصطلاح آزادسازی ریشه در ایدئولوژی سیاسی لیبرالیسم دارد که در اوایل قرن نوزدهم شکل گرفت.

## در سیاست اجتماعی و دولت
در سیاست اجتماعی، آزادسازی ممکن است به کاهش قوانین محدودکننده اعمال یا فعالیت‌های خاص، مانند طلاق، سقط جنین، یا داروهای روان‌گردان اشاره داشته باشد. در مورد حقوق مدنی، ممکن است به حذف قوانین منع همجنس‌گرایی، مالکیت خصوصی اسلحه گرم یا سایر اقلام، ازدواج همجنس گرایان، ازدواج بین نژادی یا ازدواج بین مذاهب اشاره داشته باشد.
بین آزادسازی و مردم‌سالاری‌شدن تفاوت مشخصی وجود دارد. آزادسازی می‌تواند بدون دموکراسی‌سازی انجام شود و با ترکیبی از سیاست‌ها و تغییرات اجتماعی که در یک موضوع خاص، مانند آزادسازی اموال دولتی برای خرید خصوصی، تخصص دارد، سروکار داشته باشد. مردم‌سالاری‌شدن از نظر سیاسی بسیار تخصصی است. می‌تواند از یک آزادسازی ناشی شود، اما در سطح وسیع تری از آزادسازی دولتی کار می‌کند.